# Stazione di San Sebastiano-Asigliano
La stazione di San Sebastiano-Asigliano è una fermata ferroviaria della dismessa ferrovia Treviso-Ostiglia, alla progressiva chilometrica 37+255, un tempo posta a servizio di San Sebastiano, frazione di Cologna Veneta, e del comune di Asigliano Veneto.

## Storia
La casa cantoniera posta presso il passaggio a livello di San Sebastiano fungeva da fermata, spesso a richiesta, per i viaggiatori diretti o di ritorno da Grisignano di Zocco. Nonostante la duplice denominazione, il piccolo centro vicentino di Asigliano distava dalla presente fermata diversi chilometri.
Il 2 settembre 1967, il tronco Grisignano di Zocco-Cologna Veneta fu chiuso al traffico passeggeri e con esso anche la fermata di San Sebastiano-Asigliano cessò le proprie funzioni. Al 2011 è abitata da privati.